# Đu đủ rừng thùy thắt
Đu đủ rừng thùy thắt (danh pháp khoa học: Trevesia burckii) là một loài thực vật có hoa trong Họ Cuồng. Loài này được Boerl. miêu tả khoa học đầu tiên năm 1887.